# Borgögrundet
Borgögrundet är ett skär i Åland (Finland). Det ligger i Ålands hav och i kommunen Hammarland i landskapet Åland, i den sydvästra delen av landet. Ön ligger omkring 17 kilometer nordväst om Mariehamn och omkring 290 kilometer väster om Helsingfors.
Öns area är 2,4 hektar och dess största längd är 230 meter i nord-sydlig riktning. I omgivningarna runt Borgögrundet växer i huvudsak barrskog. Närmaste större samhälle är Jomala, 15,3 km öster om Borgögrundet.
Runt Borgögrundet är det glesbefolkat, med 16 invånare per kvadratkilometer.